# Pterostichus lama
Pterostichus lama es una especie de escarabajo terrestre del género Pterostichus, categorizada en la tribu Pterostichini, de la subfamilia Harpalinae. Fue descrita por Ménétriés en 1843.

## Distribución
Se distribuye por América del Norte: Estados Unidos y Canadá.